# Santa Maria Nuova
Santa Maria Nuova è un comune italiano di 3 911 abitanti della provincia di Ancona nelle Marche.
Santa Maria Nuova è un paese dell'entroterra marchigiano, adagiato sulle colline tipiche di questa zona, con altitudine di 249 m.
In data 10 maggio 2008 è stato festeggiato il 150º anniversario dell'indipendenza di Santa Maria Nuova da Jesi.
Anticamente il paese era chiamato Santa Maria delle Ripe.

## Storia

### Simboli
Lo stemma è stato concesso con regio decreto del 31 luglio 1884.
La croce rossa in campo d'argento, simbolo di Milano, è un omaggio agli antichi immigrati lombardi che fondarono il borgo di Santa Maria nel 1472. Le api sono simbolo della laboriosità della popolazione locale
Il gonfalone è un drappo di azzurro.

## Società

### Evoluzione demografica
Abitanti censiti

## Monumenti e luoghi d'interesse
- Chiesa di Sant'Antonio di Padova, consacrata nel 1884.

## Amministrazione
| Periodo        | Periodo        | Primo cittadino   | Partito                                    | Carica  | Note  |
| -------------- | -------------- | ----------------- | ------------------------------------------ | ------- | ----- |
| 30 giugno 1988 | 7 giugno 1993  | Lido Buresti      | Democrazia Cristiana                       | Sindaco | [ 6 ] |
| 7 giugno 1993  | 28 aprile 1997 | Lido Buresti      | Democrazia Cristiana                       | Sindaco | [ 6 ] |
| 28 aprile 1997 | 14 maggio 2001 | Franco Pigliapoco | Centro-sinistra                            | Sindaco | [ 6 ] |
| 14 maggio 2001 | 30 maggio 2006 | Franco Pigliapoco | Lista civica                               | Sindaco | [ 6 ] |
| 30 maggio 2006 | 16 maggio 2011 | Andrea Moriconi   | Centro-sinistra                            | Sindaco | [ 6 ] |
| 16 maggio 2011 | 6 giugno 2016  | Angelo Santicchia | Lista civica: Partecipazione e trasparenza | Sindaco | [ 6 ] |
| 6 giugno 2016  | 3 ottobre 2021 | Alfredo Cesarini  | Lista civica: Per il nostro Comune         | Sindaco | [ 6 ] |
| 4 ottobre 2021 | in carica      | Alfredo Cesarini  | Lista civica: Lista civica Cesarini        | Sindaco | [ 6 ] |

## Sport
Santa Maria Nuova ha una squadra di calcio a 5, due squadre di pallavolo (una maschile, l'altra femminile) e una importante pista di pattinaggio che in passato fu sede di eventi di livello internazionale.

### Calcio
La squadra del paese è la Labor Santa Maria Nuova calcio e milita in Prima Categoria.

### Strutture sportive
A Santa Maria Nuova vi è un centro sportivo comprendente la pista di pattinaggio (dove in passato si sono svolti anche i campionati europei), il palazzetto dello sport e un campo da calcio.

## Collegamenti esterni

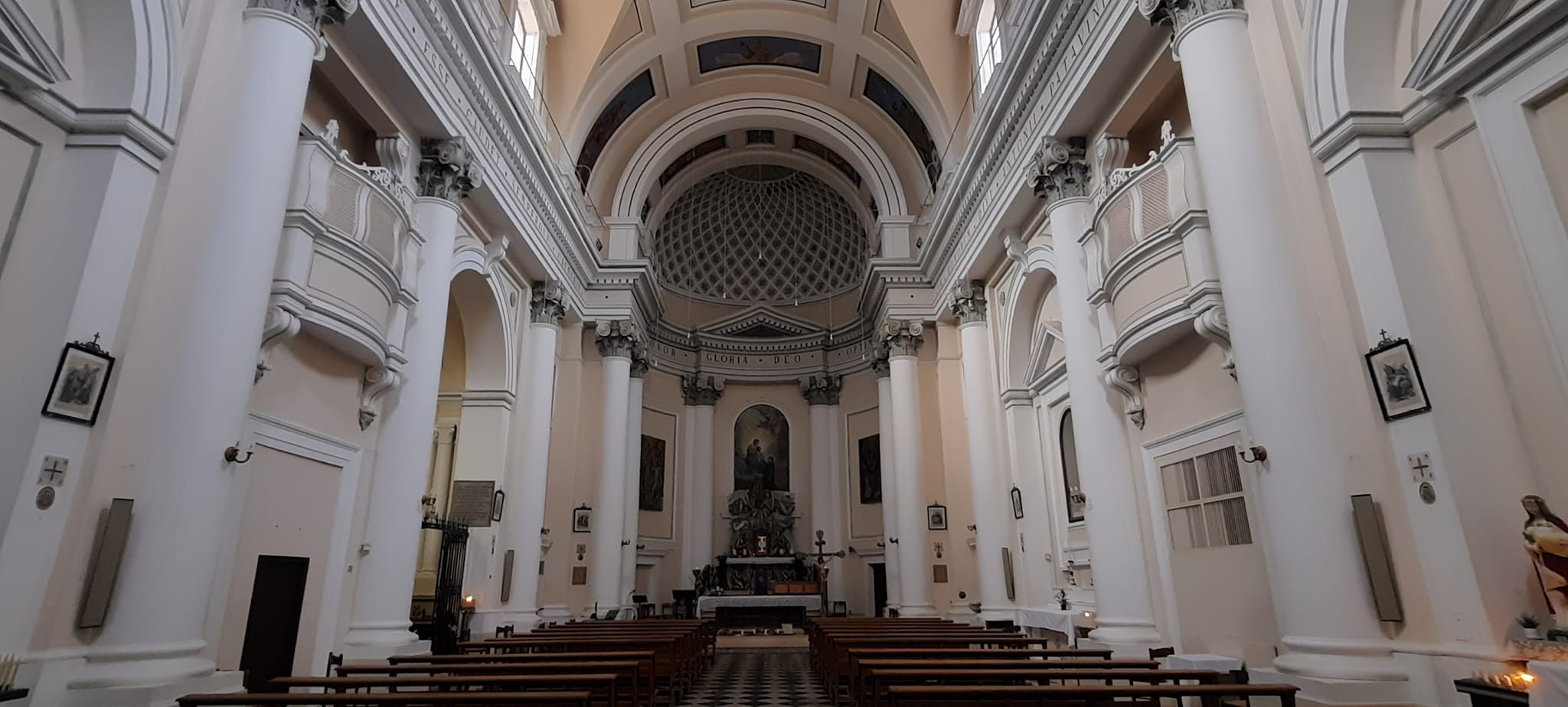
Interno della Chiesa di Sant'Antonio di Padova.